# Diaporthe decorticans
Diaporthe decorticans är en svampart som först beskrevs av Marie Anne Libert, och fick sitt nu gällande namn av Sacc. & Roum. 1881. Diaporthe decorticans ingår i släktet Diaporthe och familjen Diaporthaceae.   Inga underarter finns listade i Catalogue of Life.
I den svenska databasen Dyntaxa används istället namnet Diaporthe padi för samma taxon.  Arten är reproducerande i Sverige.